# Ophiusa verecunda
Ophiusa verecunda  là một loài bướm đêm thuộc họ Erebidae. Nó được tìm thấy ở Châu Phi, bao gồm Gabon.

## Phụ loài
- Ophiusa verecunda verecunda
- Ophiusa verecunda verecundoides